# Barbara Custance
Barbara Custance (* 20. Juni 1909 in Vancouver/British Columbia; † 8. April 1985 in Vancouver) war eine kanadische Pianistin und Musikpädagogin.

## Leben
Nach erstem Klavierunterricht in ihrer Heimatstadt studierte Custance ab 1924 an der Royal Academy of Music in London bei York Bowen, Claude Pollard und Frederick Moore und debütierte 1928 in der Wigmore Hall. Von 1929 bis 1933 setzte sie ihre Ausbildung in New York bei Sigismond Stojowski fort. Sie tourte als Rezitalistin und Orchestersolistin durch Nordamerika und Europa und trat u. a. mit dem Toronto Symphony Orchestra, dem Winnipeg Symphony Orchestra, dem Vancouver Symphony Orchestra, der Seattle Symphony und dem Buffalo Philharmonic Orchestra auf. Sie hatte Auftritte bei der CBC, der NBC und der BBC und nahm Klavierwerke von Beethoven und Brahms auf.
Von 1960 bis 1968 unterrichtete Custance an der University of British Columbia. Unter anderem studierten Alexina Louie, Harold Brown, Robin Chow, Maria Pappas und Lyn Vernon bei ihr. Nach einem Besuch in Moskau 1968 kehrte sie mehrfach in die Sowjetunion zurück, um die dortigen Unterrichtsmethoden zu studieren. An mehreren Klavierwettbewerben nahm sie als Jurorin teil.